# Columna de Igel

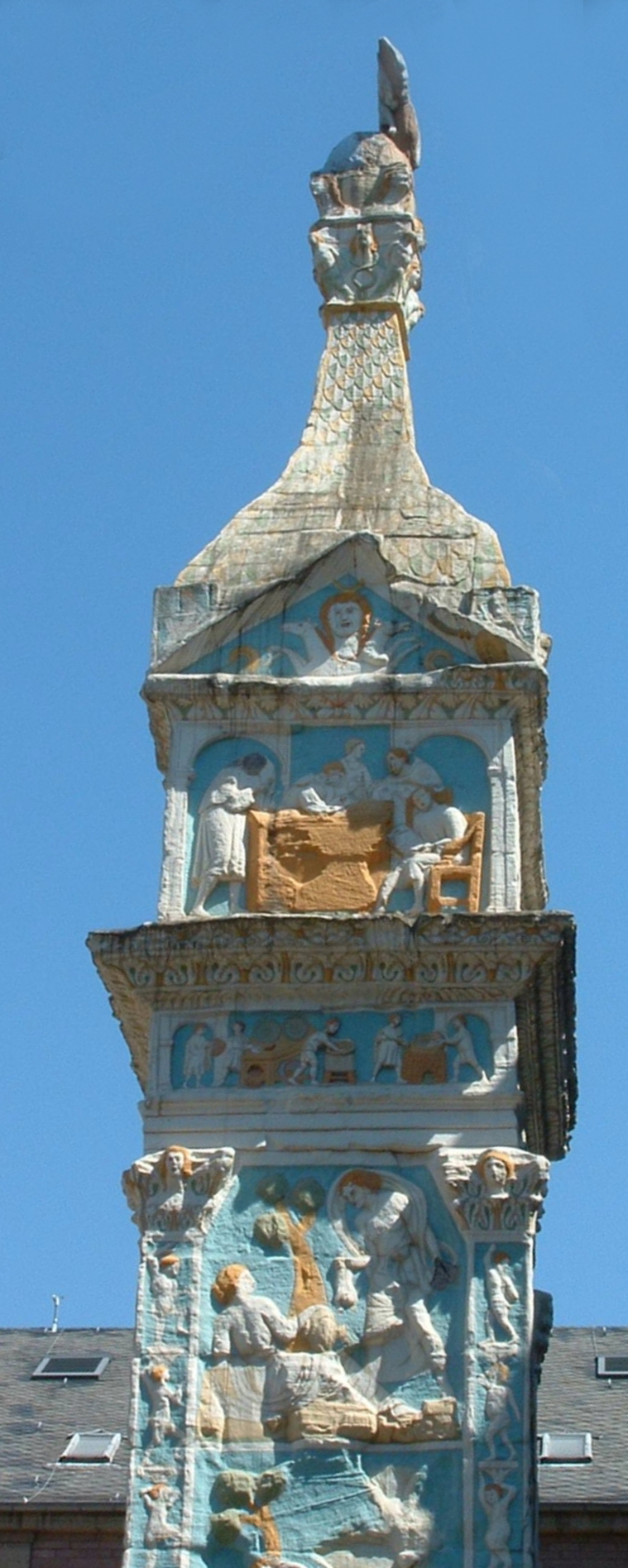
Réplica en colores del mausoleo de Igel (Landesmuseum, Tréveris)

La columna de Igel (en alemán: Igeler Säule) es un monumento funerario romano del siglo iii, ubicado en Igel, a 9 km al oeste de Tréveris, sobre el margen izquierdo del río Mosela, en Alemania.

## Descripción
El monumento, en arenisca roja, tiene una altura de 27 metros. La inscripción de la cara delantera indica que se trata de una tumba familiar construida por los hermanos Secundino Aventino y Secundino Securo. Los relieves, presentes sobre las cuatro caras, muestran rastros de pintura. Representan escenas mitológicas: Aquiles, Perseo y Andrómeda, los trabajos y la apoteosis de Hércules. Muestra también escenas cotidianas entre los ricos comerciantes de telas de Augusta Treverorum (Tréveris) y sus clientes. El monumento está coronado con una escultura que muestra a Júpiter y Ganimedes llevados hacia el Olimpo por una águila (en latín 'aquila'), de donde proviene el nombre de Igel.

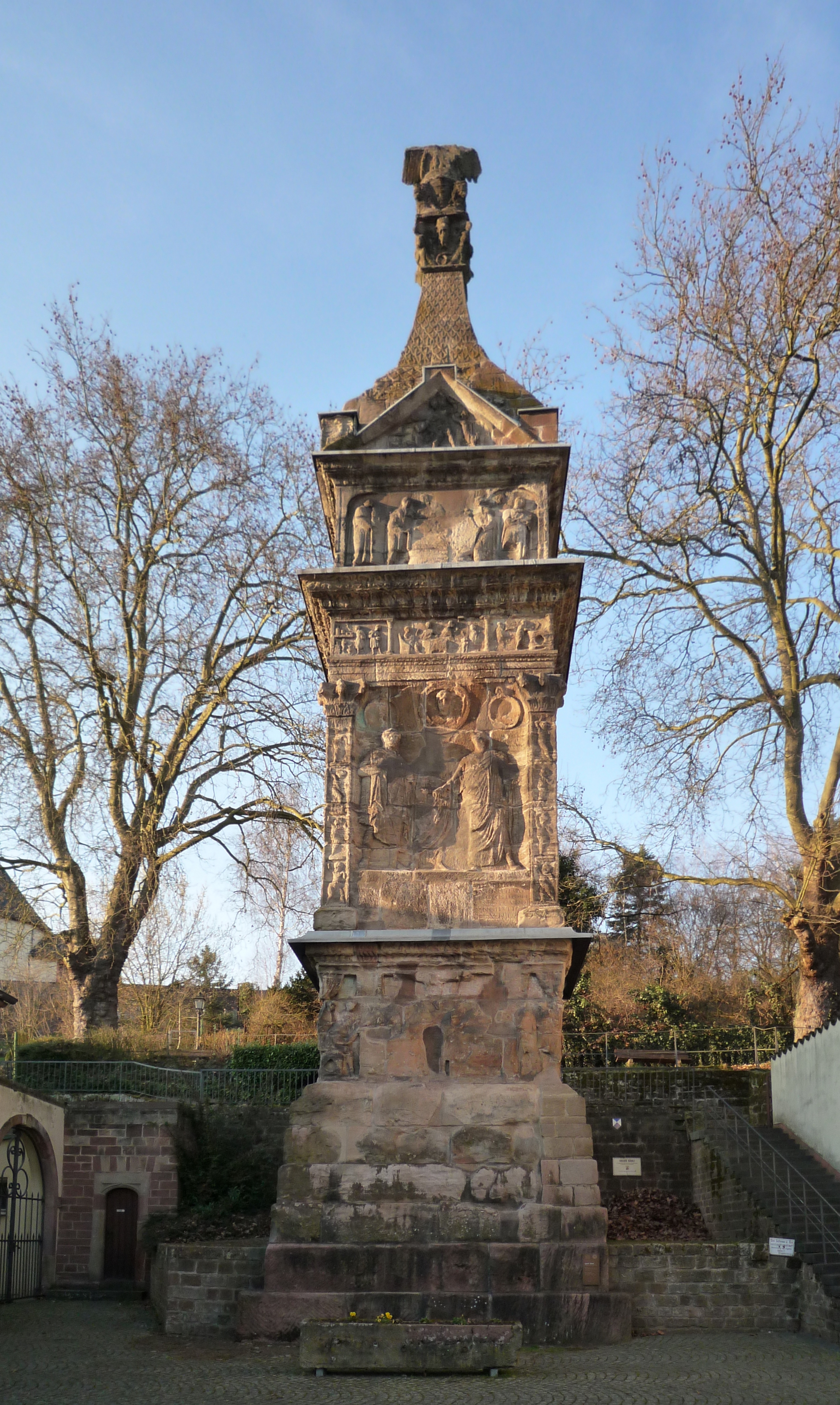
Mausoleo de Igel

Las excavaciones no han encontrado restos humanos a los pies del mausoleo.
El monumento ha llegado hasta nuestros días gracias a un error popular de interpretación que se perpetuó a lo largo de los siglos: ya en época cristiana se quiso ver en ella la imagen de la celebración del matrimonio de Constancio I y de Helena de Constantinopla, padres de Constantino I. El monumento se benefició así del amparo de las autoridades eclesiásticas. Ha servido también de miliario, encontrándose exactamente a 8,8 km, es decir, a cuatro leguas (leuga) de Augusta Treverorum (Tréveris). La legua romana (de origen galo) es definida efectivamente como igual a una milla romana y media.
En 1986, la columna, así como otros monumentos romanos que se conservan en Tréveris y en la región, se inscribe en la lista de Patrimonio de la Humanidad por la Unesco, dentro del conjunto denominado Monumentos romanos de Tréveris (Porta Nigra, anfiteatro, basílica de Constantino, Barbarathermen, puente romano de Tréveris, termas imperiales y columna de Igel), catedral de Tréveris e iglesia de Nuestra Señora de Tréveris.
El Landesmuseum de Tréveris expone una reproducción del mausoleo, pintada en los colores originales.